# 先进街道
先进街道，是中华人民共和国辽宁省大連市金州区下辖的一个乡镇级行政单位。

## 行政区划
先进街道下辖以下地区：
东山社区、聚鑫社区、康居社区、响泉街社区、渤海街社区、桃园社区、金润社区、民馨社区、俪城社区、七里村和八里村。